# Ernst Hoffmann (Politiker)
Hermann Fritz Ernst Hoffmann (* 19. September 1909 in Berlin; † 1. Oktober 1984 in Berlin-Weißensee) war ein deutscher Politiker (SED). Er war langjähriger Abgeordneter der Volkskammer der DDR.

## Leben
Hoffmann, Sohn einer Arbeiterfamilie, besuchte in Berlin-Neukölln die Volksschule. Von 1924 bis 1926 erlernte er im Reichsbahnausbesserungswerk (RAW) Berlin-Grunewald den Beruf des Schlossers und anschließend bis 1928 im RAW Berlin-Tempelhof den Beruf des Kesselschmieds. Er arbeitete danach im Beruf und war von 1930 bis 1932 arbeitslos. Hoffmann war ab 1924 Mitglied der SAJ und ab 1928 der SPD. Von Oktober 1931 bis März 1932 besuchte er die Staatliche Fachschule für Wirtschaft und Verwaltung in Berlin-Spandau. Von November 1932 bis Mai 1933 war er als Lagerleiter in einem Arbeitsdienstlager tätig. Ab Mai 1933 wieder arbeitslos, leistete er illegale antifaschistische Widerstandsarbeit in der Gruppe Parole mit Hellmut Bock und Rudolf Zimmermann in Berlin-Neukölln. Im September 1934 wurde er festgenommen und 1935 wegen „Vorbereitung zum Hochverrat“ zu drei Jahren Zuchthaus verurteilt. Von März 1935 bis September 1937 war er im Zuchthaus Brandenburg-Görden inhaftiert. Nach seiner Entlassung arbeitete er als Verkäufer an einem Bücherkarren und als Rohrlegerhelfer. Von 1938 bis 1940 absolvierte er eine Lehre als Rohrleger und arbeitete bis 1942 in dem Beruf. Während dieser Zeit war er erneut illegal in der Gruppe Emil Wölk/Harry Wachtel tätig. Im Oktober 1942 wurde er für das Strafbataillon 999 rekrutiert und in Tunesien eingesetzt. Im Mai 1943 geriet er in US-amerikanische Kriegsgefangenschaft, die er bis Februar 1946 im Camp Livingstone in Louisiana und im Camp Butner in North Carolina verbrachte.
Im März 1946 kehrte er nach Deutschland zurück. Er wurde wieder Mitglied der SPD und Jugend-Sekretär im SPD-Zentralausschuss. Auf dem Vereinigungsparteitag von SPD und KPD zur SED im April 1946 wurde er zum Mitglied des Parteivorstandes gewählt. Er wurde zunächst stellvertretender Leiter und ab Oktober 1947 neben Paul Verner gleichberechtigter Leiter der Abteilung Jugend im Zentralsekretariat der SED. Dem Parteivorstand bzw. Zentralkomitee der SED gehörte er bis zum IV. Parteitag 1954 an. Von Juni 1946 bis 1949 war er auch Mitglied des Zentralrats der FDJ und 1946/47 Mitglied des Sekretariats des Zentralrats.
Von Oktober 1948 bis Juni 1952 übte er die Funktion des stellvertretenden Vorsitzenden bzw. 2. Sekretärs der SED-Landesleitung Groß-Berlin aus und war gleichzeitig 2. Vorsitzender des Landesausschusses der Nationalen Front. Ab 1949 war er Abgeordneter der Provisorischen Volkskammer und von 1950 bis 1967 Berliner Vertreter in der Volkskammer. Als Mitglied der SED-Fraktion gehörte er von 1954 bis 1958 dem Ständigen Ausschuss für Allgemeine Angelegenheiten, von 1958 bis 1963 dem Haushalts- und Finanzausschuss und von 1963 bis 1967 dem Kulturausschuss an. Am 19. Oktober 1957 wurde er zum Sekretär der Berliner Abgeordnetengruppe in der Volkskammer gewählt.

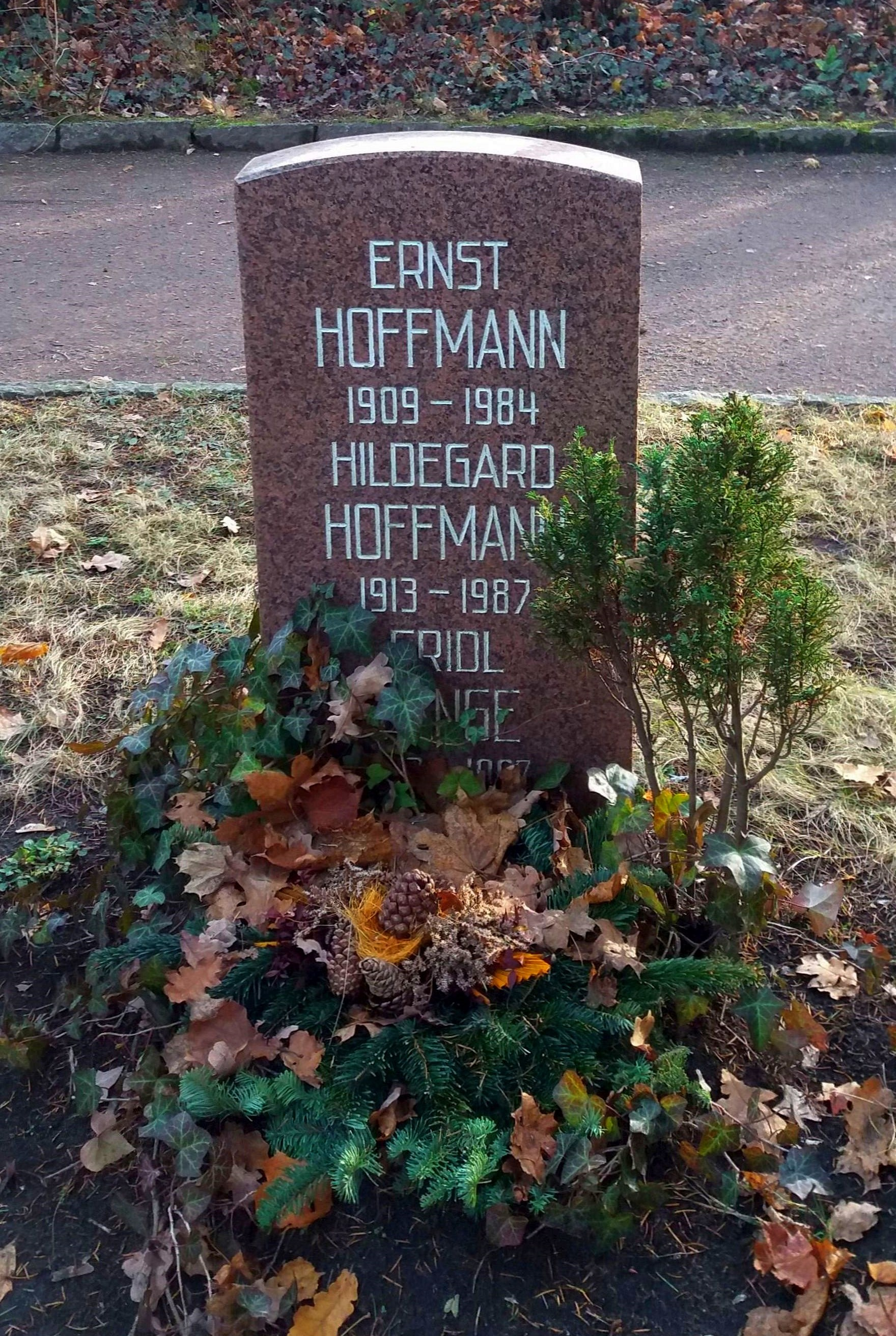
Grabstätte

Von September 1952 bis 1954 fungierte er als Leiter der Hauptabteilung (HA) Bildende Kunst in der Staatlichen Kommission für Kunstangelegenheiten und von 1954 bis 1959 als Leiter der HA Kulturelle Massenarbeit bzw. der Hauptabteilung Örtliche Organe, Inspektion und Grundsatzfragen im Ministerium für Kultur. Gleichzeitig war er Mitglied des Kollegiums des Ministeriums. Ab 1956 war er Mitglied des Präsidiums der Gesellschaft zur Verbreitung wissenschaftlicher Kenntnisse (URANIA). Von 1959 bis 1962 leitete er als Hauptdirektor die VVB Film in Berlin und 1962/63 die Hauptverwaltung Film im Ministerium für Kultur. Von 1963 bis Juli 1967 war er Stadtrat für Kultur, Körperkultur und Sport im Magistrat von Berlin und danach erneut Hauptabteilungsleiter im Ministerium für Kultur, diesmal für kulturelle Beziehungen. Gleichzeitig war er von 1967 bis 1971 Mitglied der Berliner Stadtverordnetenversammlung. Im Jahr 1971 wurde er Rentner. Von 1976 bis zu seinem Tod wirkte er als Mitglied der Zentralen Kommission zur Betreuung alter verdienter Parteimitglieder beim Politbüro des ZK der SED.
Hoffmann war seit 1953 mit Hildegard Gertrud Margot geb. Klempin verheiratet. Die Eheschließung fand in Berlin-Treptow statt. Ernst Hoffmann starb am 1. Oktober 1984 um 18:57 Uhr in Berlin-Weißensee im Alter von 75 Jahren. Er wohnte zuletzt in der Weststraße 64 in Berlin-Treptow. Seine Urne wurde in der Grabanlage Pergolenweg des Zentralfriedhofs Friedrichsfelde beigesetzt.

## Auszeichnungen
- 1957 Medaille für ausgezeichnete Leistungen
- 1958 Medaille für Kämpfer gegen den Faschismus 1933 bis 1945
- 1959 Artur-Becker-Medaille in Gold
- 1959 Vaterländischer Verdienstorden in Silber und 1974 in Gold
- 1960 Orden Banner der Arbeit
- 1979 Ehrenspange zum Vaterländischen Verdienstorden in Gold